# Lycophidion variegatum
Lycophidion variegatum är en ormart som beskrevs av Broadley 1969. Lycophidion variegatum ingår i släktet Lycophidion och familjen snokar. Inga underarter finns listade i Catalogue of Life.
Denna orm förekommer i sydöstra Afrika i Zimbabwe, Botswana, Swaziland, Sydafrika och Zambia. Honor lägger ägg.